# Finn Park
Finn Park – stadion piłkarski w Ballybofey, w Irlandii. Obiekt może pomieścić 6000 widzów. Swoje spotkania rozgrywają na nim piłkarze klubu Finn Harps FC.
W 2008 roku około pół kilometra na wschód rozpoczęto budowę nowego stadionu dla Finn Harps FC, jednak z powodu problemów finansowych do dziś (2020) nie udało się jej dokończyć.